# VCR (Philips)
VCR is een systeem voor videocassetterecorders, ontwikkeld door Philips. Het was een van de eerste systemen voor het opnemen van beeld en geluid die met cassettes werkten.
Het VCR-systeem werkt met een cassette, waarbij de twee spoelen boven elkaar liggen, en niet naast elkaar, zoals bij de latere modellen videorecorders. De cassettes hebben nog een tamelijk korte speelduur: 30, 45 en 60 minuten. Ze zijn bovendien erg duur. Bij de latere VCR-modellen is de speelduur ruim verdubbeld. De opnames daarvan zijn niet uitwisselbaar met de eerdere modellen, als gevolg van een andere techniek. De cassettes zijn wel uitwisselbaar.
De kwaliteit van het klassieke VCR-systeem is redelijk goed te noemen. Wel treden er, zeker bij de eerste VCR-modellen, veel storingen op. De koppen slijten erg snel. Reparaties waren moeizaam en daardoor duur. De apparaten zijn namelijk opgebouwd met discrete elektronica, losse componenten in plaats van geïntegreerde schakelingen. Ook is er nog veel mechaniek aanwezig: het hele loopwerk en de sturing van de bandfuncties zijn mechanisch.
De VCR-lijn werd opgevolgd door Video 2000.